# Wawrzyniec Milewski
Wawrzyniec Milewski herbu Jastrzębiec – pisarz grodzki kamieniecki.
Poseł województwa podolskiego na sejm warszawski 1563/1564 roku, sejm parczewski 1564 roku, sejm 1565 roku, sejm 1569 roku, sejm 1572 roku.